# Adolphe-Alexandre Dillens

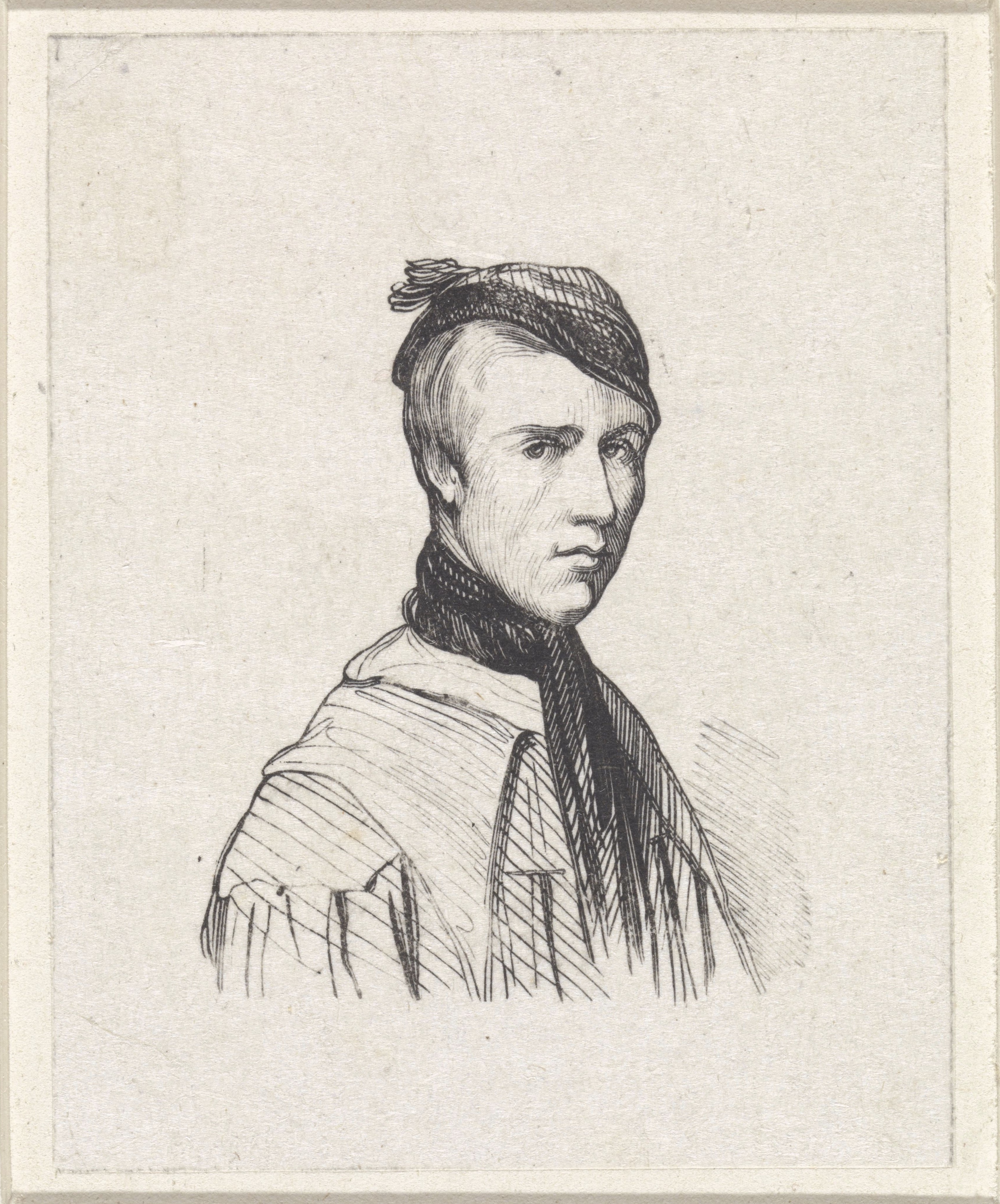
Zelfportret, 1841, Rijksmuseum

Adolphe-Alexandre Dillens (Gent, 2 januari 1821 - Brussel, 1 januari 1877), was een Vlaamse kunstschilder, aquarellist, tekenaar en etser.

## Biografie
Adolphe Dillens werd geboren in een familie die verscheidene kunstenaars voortbracht. Hij kreeg zijn eerste opleiding bij zijn broer Hendrick Joseph Dillens die negen jaar ouder was dan hij en studeerde daarna aan de Academie in Gent.

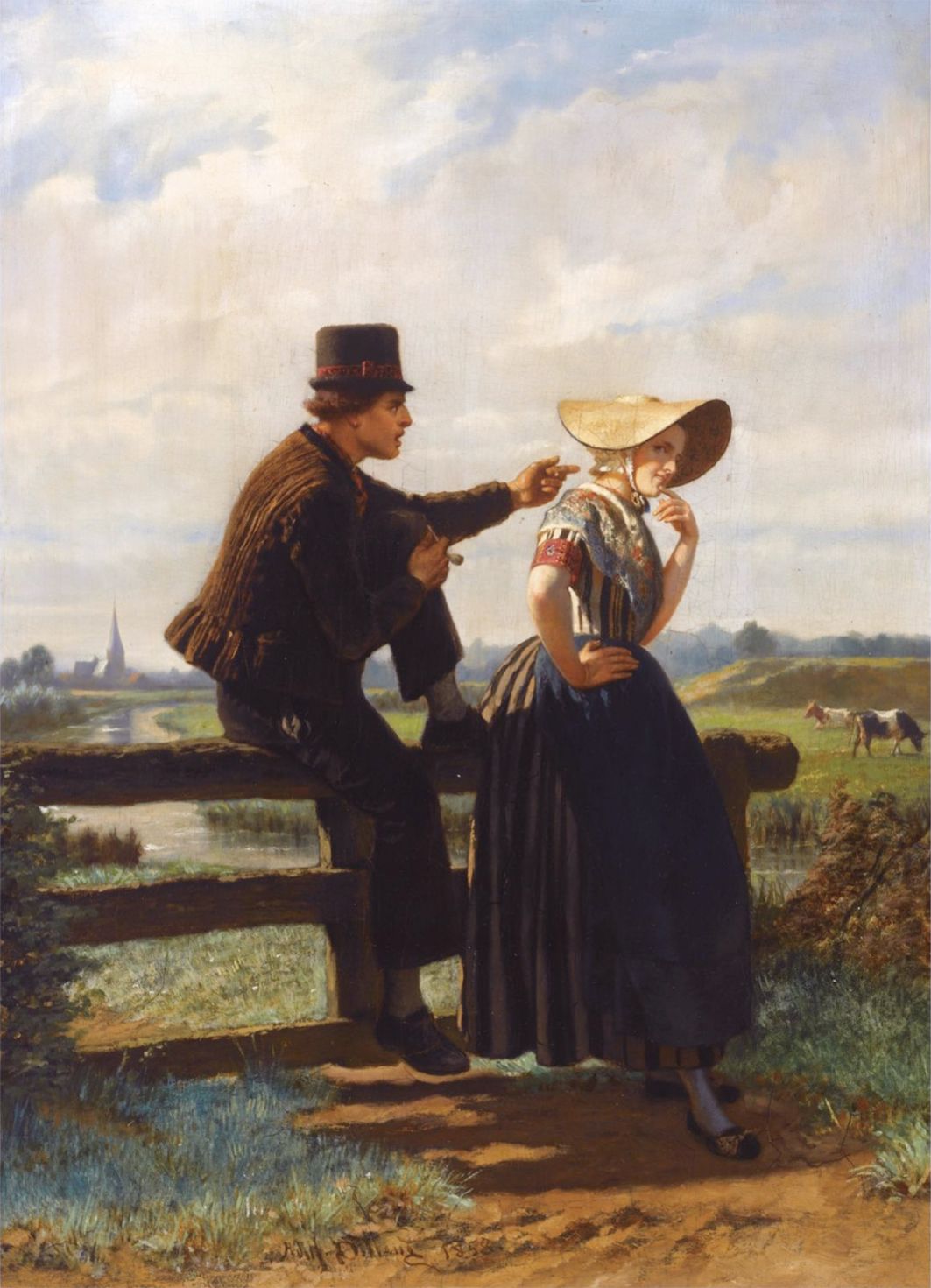
De flirt, 1858

In 1844 vestigen beide broers zich in Antwerpen. Adolphe schilderde en graveerde voornamelijk genretaferelen, landschappen, historische composities, volksfeesten, kermistaferelen, schaatsers en enkele portretten. In 1850 verhuisde Adolphe naar Brussel en in 1854 reisde hij voor de eerste keer naar Zeeland. Vanaf dan zou hij heel veel werken produceren die het dagelijks leven daar illustreerden. Tegen het einde van zijn leven ging hij historische en militaire scènes uit de Vlaamse historie schilderen.
Zijn werk is te vinden in onder meer het Museum van Elsene, de Koninklijke Musea voor Schone Kunsten van België in Brussel, het Rijksmuseum Amsterdam, het Museum voor Schone Kunsten in Gent en het Museum voor Schone Kunsten in Antwerpen.
- Bibliothèque nationale de France: cb14972957n (data)
- Gemeinsame Normdatei: 1023803860
- International Standard Name Identifier: 0000 0000 6663 3442
- Library of Congress Control Number: nr2002030440
- Nederlandse Thesaurus van Auteursnamen: 172339588
- RKD-Nederlands Instituut voor Kunstgeschiedenis: 23187
- Union List of Artist Names: 500041513
- Virtual International Authority File: 61822013
- WorldCat: E39PBJvXdRD3Bk6xqpK6WWf8YP